# ハクサビーチ

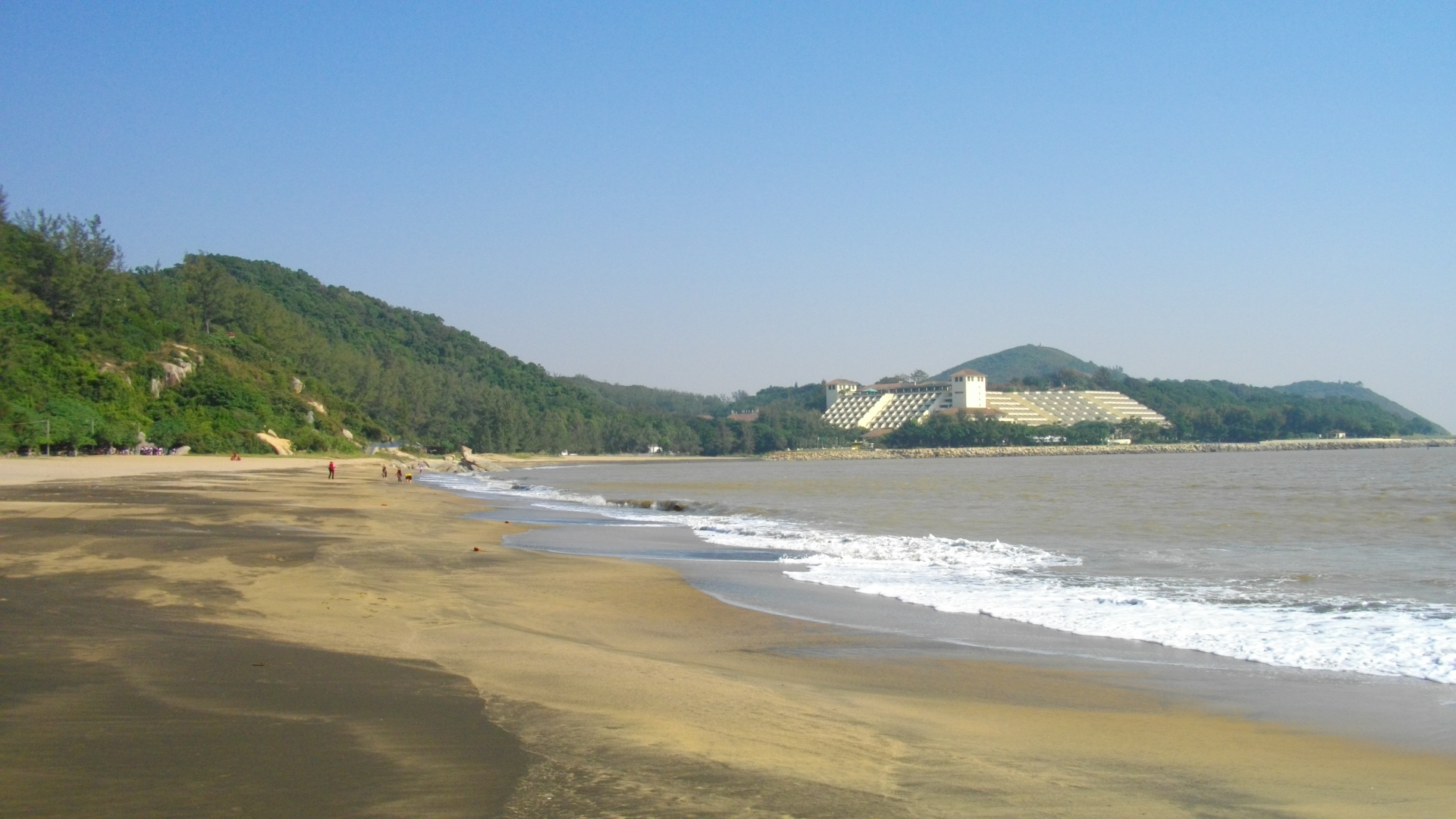
ハクサビーチ

ハクサビーチ（中国語: 黑沙海灘、ポルトガル語: Praia de Hac Sá）は、マカオのコロアネ島にある砂浜。砂浜の砂の色が黒いことからハクサ（黒沙）と呼ばれるようになった。

## 概要
マカオ最大の砂浜で、「マカオ八景」の一つとなっている。近年、砂浜浸食が進み、砂浜の面積が縮小しつつある。そのため当局は新しい砂を入れて保全を図っている。「黒沙」といいながら黄色い砂が目立つのはこのためである。
この砂浜には「黒沙遺跡」と呼ばれる古代遺跡がある。この遺跡は4000年以上前のもので、このころから既に人が住んでいたとみられている。
近辺には、ユースホステルや「グランドコロアネリゾート・マカオ」などのホテルがあり、地元住民や観光客が多く訪れるリゾート地となっている。ここから見る日の出は絶景とされている。